# Arrhopalitidae
Arrhopalitidae is een familie van springstaarten en telt 131 beschreven soorten.

## Taxonomie
- Geslacht Arrhopalites (42 soorten)
- Geslacht Pygmarrhopalites (89 soorten)